# Hjúga-Ócuka
Hjúga-Ócuka (japonsky 日向大束駅, Hjúga-Ócuka-eki) je neobsazená železniční stanice společnosti JR Kjúšú na trati Ničinan. Zastavují zde osobní i spěšné vlaky.